# Aristide Lapeyre
Pour les articles homonymes, voir Lapeyre.
Justin Aristide Lapeyre, né le 31 janvier 1899 à Monguilhem (Gers) et mort le 23 mars 1974 à Bordeaux (Gironde), est un militant libertaire, anarcho-syndicaliste, libre-penseur, anticlérical, pacifiste et antimilitariste.
Partisan de la maitrise de la procréation, il est condamné en 1973, par la Cour d'assises à cinq ans de prison pour "coups et blessures ayant entraîné la mort sans intention de la donner" lors d'une interruption volontaire de grossesse.
Il est le frère de Paul Lapeyre.

## Biographie
Fils d’un cultivateur devenu facteur des postes, Aristide Lapeyre ne poursuit pas ses études au-delà du certificat d'études.
Il part pour Bordeaux et ensuite pour Paris où il rencontre un militant anarchiste qui lui fait fréquenter La Ruche, l'école libertaire fondée par Sébastien Faure.

### Antimilitariste, syndicaliste, anticlérical et encyclopédiste
Mobilisé à 18 ans, l'armistice de 1918 le sauve de justesse du départ sur le front. En trois ans de service, il aligne un total de 560 jours de punition pour distribution de tracts ou de journaux anarchistes à la caserne, excitation à la désobéissance, fausses permissions pour se rendre à Paris et prendre la parole dans des réunions anarchistes, vol de l’auto du colonel pour amener des amis à Paris dans une manifestation pacifiste.
Avec ses frères Paul Lapeyre et Laurent Lapeyre, il est un des artisans de la constitution de la CGT-SR en 1926.
Il contribue à l'Encyclopédie anarchiste initiée par Sébastien Faure pour laquelle il rédige notamment les articles Caste, Encyclique, Esclavage, Explosif, Force, Fraternité, Frontière, Inégalité, etc.
À partir de mars 1929, il publie un brûlot anticlérical, Lucifer, « organe de pensée libre et de culture individuelle »,, fonde une maison d'éditions du même nom, puis édite le journal La Révolte, « organe anarchiste du Sud-Ouest ».
Devenu artisan coiffeur, il ouvre courant 1931 le « salon » au 44 rue de La Fusterie dans le vieux Bordeaux, point de rencontre où il diffuse la presse libertaire.

### L'«affaire des stérilisés de Bordeaux»
Avec le médecin néomalthusien Norbert Bartosek, André Prévôtel et sa femme Andrée, il est arrêté fin mars 1935, lors de l'« affaire des stérilisés de Bordeaux », inculpé de « complicité de castration » (alors qu'il s'agit seulement de vasectomie… que la loi n'interdit pas). Il est remis en liberté le 6 juillet, bénéficiant d'un non-lieu.

### Révolution espagnole et occupation allemande

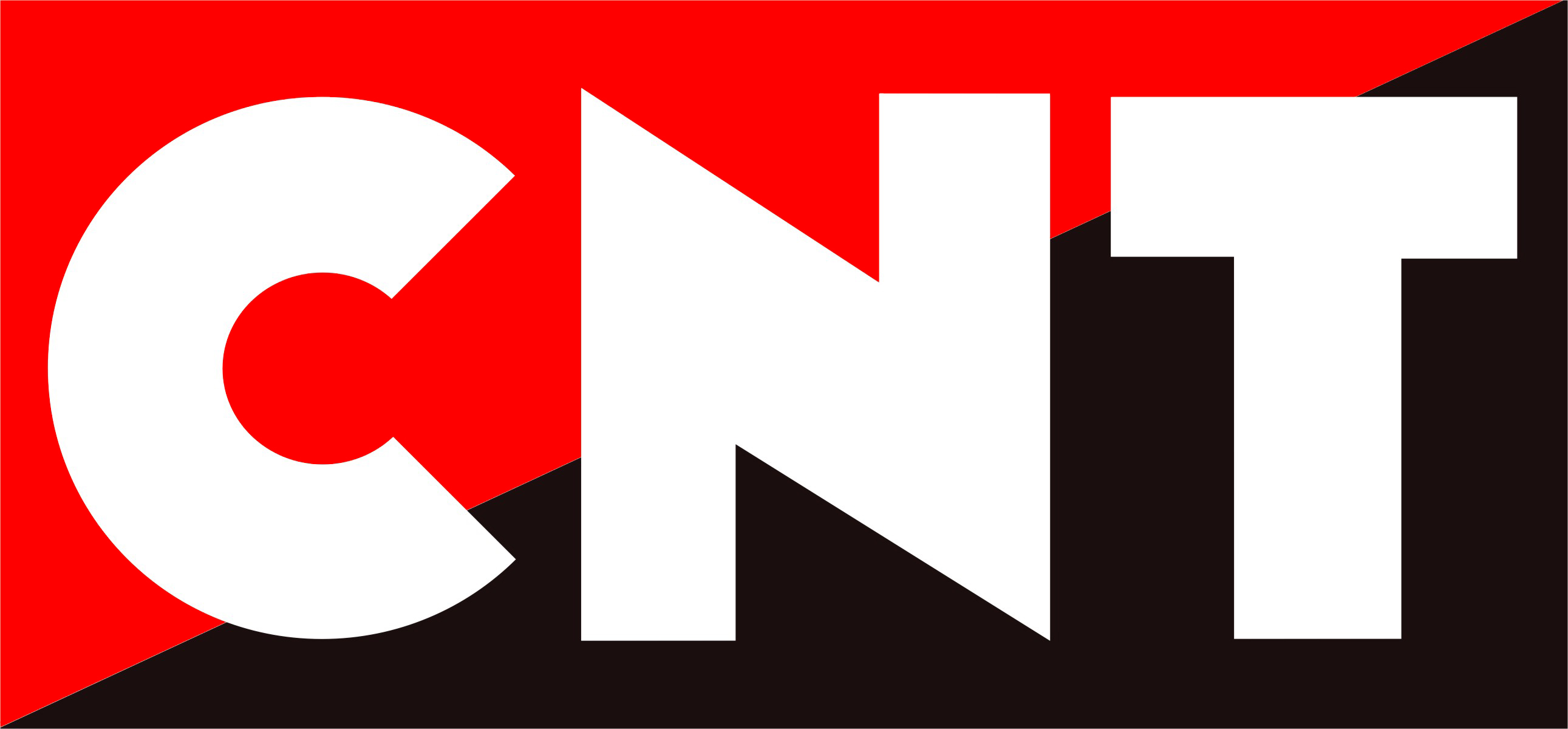
Le logo de la CNT.

À partir de juillet 1936, il fait la navette entre la Catalogne, l'Aragon et la France. Il contribue au soutien effectif des combattants de la CNT et de la FAI et popularise, en France, la révolution espagnole et l’œuvre des collectivités agricoles et industrielles, notamment en éditant L'Espagne nouvelle,.
Dès le début de l'occupation allemande, il organise en Dordogne et dans le Lot-et-Garonne, deux chaînes de passage de la ligne de démarcation pour des juifs et des réfractaires,.
En octobre 1941, à la suite d'un attentat contre un officier allemand, il est arrêté par les services de police et détenu comme otage au camp de Pichey-Beaudésert près de Bordeaux. S'il ne figure pas sur la liste des cinquante premiers otages fusillés, il doit cette faveur au fait qu’étant anarchiste... il n’est pas communiste. Il passe plusieurs mois sous la menace d'être fusillé, avant d'être finalement libéré en 1943.

### Reconstruction du mouvement libertaire
Après la Seconde Guerre mondiale, il est parmi les refondateurs de la Fédération anarchiste aux côtés de, notamment, Robert Joulin, Henri Bouyé, Maurice Joyeux, Georges Fontenis, Suzy Chevet, Renée Lamberet, Georges Vincey, Paul Lapeyre, Maurice Laisant, Maurice Fayolle, Giliane Berneri, Solange Dumont, Roger Caron, Henri Oriol et Paul Chery.
Il participe à la reconstruction du mouvement libertaire et recommence les tournées de conférences pour la Fédération anarchiste, la Confédération nationale du travail et la Fédération nationale de la libre pensée dont il fut longtemps l'un des orateurs nationaux,.
Courant 1953, il fait partie de ceux qui reconstitue la Fédération anarchiste (FA) après « l’affaire Georges Fontenis » et, pendant onze ans, il aura la responsabilité de l'édition de son bulletin intérieur.
En 1968, il est l’un des délégués de la FA au congrès international de Carrare (Italie).

### Condamnation pour avortement
Antireligieux et anticlérical, il est aussi un  militant néomalthusien de longue date. Il se bat pour le droit à l'avortement n'hésitant pas à en pratiquer lui-même. Il forme également d'autres à le faire, comme Hellyette Bess.
Il est condamné le 19 juin 1973 à cinq ans de prison à la suite du décès accidentel d'une patiente, deux ans seulement avant la promulgation de la loi autorisant l'interruption volontaire de grossesse.
À la suite d'une attaque d'hémiplégie, il bénéficie d'une grâce médicale. Usé par une vie militante harassante, il meurt le 23 mars 1974.

## Citation
« Montrer le mensonge des termes, le sophisme des raisonnements, c’est saper l’organisation imposée. Tendre les esprits, vers la recherche des contrats libres et préparer la rupture définitive, violente ou non du contrat autoritaire, telle est notre propagande. En résumé : hors l’autorité, vivre le plus intensément possible, tout de suite, aujourd’hui ; et préparer pour demain un terrain plus riche en expériences. », Mon individualisme, Encyclopédie anarchiste.

## Commentaires
Selon Jean Barrué : « Pour les intellectuels patentés, Aristide Lapeyre était un « autodidacte » : il avait beaucoup lu, mais son savoir n’avait rien de livresque. Il avait surtout beaucoup réfléchi à l’école de la vie. Ses conférences, ses causeries étaient sobrement préparées, fortement documentées, mais sans érudition ostentatoire. Pas de tirades ronflantes ni d’envolées lyriques : Aristide évitait les coups de gueule des ténors des meetings ! Il avait le respect de l’auditoire et du contradicteur : l’ironie blessante, l’invective n’étaient pas, à ses yeux, des procédés de discussion sérieuse et courtoise. Il possédait cette vertu, si rare dans les milieux politiques : la tolérance. Cette tolérance, qui n’est ni scepticisme, ni veulerie intellectuelle, mais le respect de l’individu et de la liberté de pensée, même – et surtout ! – chez l’adversaire, devrait être la vertu cardinale des libertaires. »
Pour l'historien Cédric Guérin : « On peut décrire Aristide Lapeyre comme un anarchiste révolutionnaire pragmatique qui repoussait l’activisme inconstant, privilégiant l’action soutenue, persévérante, tenace. Pour lui la formation des individus était particulièrement importante, d’où sa tentative d’école expérimentale, sa volonté de faire fonctionner, quel que soit le nombre d’auditeurs, l’école rationaliste Francisco Ferrer organisée pendant un quart de siècle, un soir par semaine, par le groupe anarchiste de Bordeaux, et sa participation au combat pour la défense de la laïcité traditionnelle. Il appuyait en effet ceux pour lesquels l’enseignement laïque "ne doit contenir aucun dogmatisme, ni de religion, ni d’État, ni de Parti, respectant ainsi la liberté de pensée et la liberté de conscience". »
Dans Le Monde du 18 juillet 1973, le syndicaliste André Bergeron de Force ouvrière, le définit comme « le successeur de Sébastien Faure »

## Œuvres
- L'Église veut-elle la paix ou la guerre ?, Paris, Groupe de propagande par la brochure, 1934[38].
- Libres opinions sur Pierre-Joseph Proudhon, Toulouse, Éditions Cenit, 1965[39].
- Le Problème espagnol, Ce qu'il faut dire, no 2, 15 septembre 1946[40].

### Préface
- La fin douloureuse de Sebastien Faure : apôtre libertaire de la paix, La Ruche ouvrière, 1957[41].

## Notices
- Notices d'autorité :   - VIAF
  - ISNI
  - BnF (données)
  - IdRef
  - LCCN
  - Italie
  - Catalogne
- Dictionnaire biographique du mouvement ouvrier français, « Le Maitron » : notice biographique.
- L'Éphéméride anarchiste : notice biographique.
- Penser libre : notice biographique.
- Paul Lapeyre, Courte notice biographique d'Aristide Lapeyre, L'En Dehors, texte intégral.